# 真徳秀

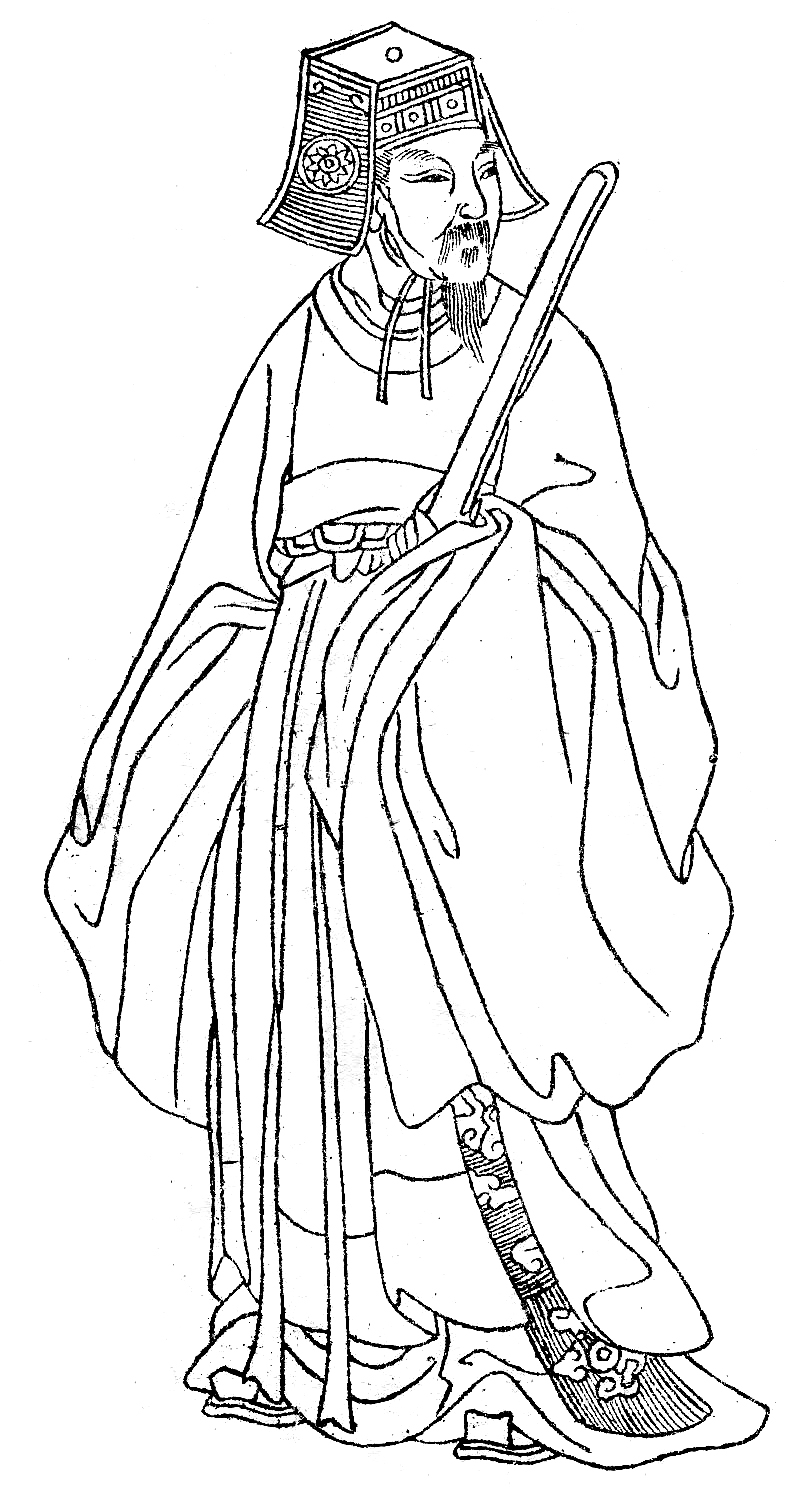
真徳秀・『晩笑堂竹荘畫傳』より

真 徳秀（しん とくしゅう、淳熙5年9月15日（1178年10月27日）- 端平2年5月12日（1235年5月30日））は、中国南宋中期の政治家・儒学者。字は希元、号は西山先生。諡は文忠。建州浦城県の出身。『心経』の著者として知られる。

## 略伝
幼少時から天才で知られており、4歳のときにはどんな書物を暗誦することができたという。慶元5年（1199年）に進士となる。博学宏詞科に及第し、南宋の光宗に仕えて大学博士となったが、その後を継いだ寧宗には疎まれて地方官に左遷されてしまった。しかしそこで、泉州の交易や海防対策で功績を挙げている。寧宗の死後に即位した理宗は儒学肌の教養人であったため、礼部侍郎と中書舎人に任じられて中央政界に復帰し、翰林学士・参政知事を歴任。
理宗の側近として活躍したが、当時の南宋の実権を握っていた有力者である史弥遠からその活躍を妬まれて左遷されかけたこともあり、結局、真徳秀が行なった理宗に対する10万にも及ぶ上奏は成果を挙げられなかった。理宗も真徳秀を重用することで儒学による治世を望んだが、当時はモンゴル帝国との問題もあり、これは実現することなく終わったのである。しかし、朱熹の時代に起こった偽学の変で弾圧された儒学者たちを解放するように皇帝に進言してこれを実現させるなど、一部では評価されている功績がある。端平2年（1235年）、58歳で死去した。
明の正統年間（1436年 - 1449年）に、孔子廟に従祀され、成化3年（1467年）には浦城伯を追贈された。

## 学問
真徳秀の学問では、朱熹の説をもっとも信奉し、その方針としては「涵養」を先として「窮理」を後とする。実践的な工夫では「用敬」を重んじた。
著作に、『大学衍義』43巻・『四書集編（通志堂経解）』26巻・『西山読書記』61巻・『心経』1巻・『政経』1巻・『三礼考』1巻・『西山先生真文忠公文集』55巻などがある。
『心経』は、近世と近代に、朝鮮と日本の学校でよく読まれた。